# Phloeocharis subtilissima
Phloeocharis subtilissima är en skalbaggsart som beskrevs av Mannerheim 1830. Phloeocharis subtilissima ingår i släktet Phloeocharis, och familjen kortvingar. Arten är reproducerande i Sverige.